# Iglesia de San Andrés (Slonim)
La iglesia de San Andrés (en bielorruso: Касцёл святога Андрэя апостала; en polaco: Kościół św. Andrzeja) es un edificio religioso que pertenece a la Iglesia católica y se localiza en Slonim, Bielorrusia.

## Historia
En 1490, el rey Casimiro IV Jagellón construyó la primera iglesia católica de madera en Slonim. Fue consagrada en 1493 y funcionó hasta la guerra ruso-polaca de 1654-1667, cuando fue destruida por un incendio. Después de eso, las misas católicas en Slonim se celebraban en una pequeña capilla. La construcción de una nueva iglesia de piedra comenzó en 1770, promovida por el obispo de Livonia Jan Stefan Giedroyc, y duró cinco años. El nuevo edificio en barroco de Vilna fue terminado y consagrado en 1775.
La iglesia fue casi destruida durante la Primera Guerra Mundial, pero reconstruida después de la guerra. En 1921 se inició la renovación de la iglesia con fondos de la Oficina Estatal de Reconstrucción de Polonia, pero se interrumpió en 1923 por falta de fondos. Después de la Segunda Guerra Mundial, Slonim pasó a formar parte de la URSS y pronto fue cerrada por orden del gobierno soviético. El edificio se utilizó como almacén de alimentos.
Tras la disolución de la Unión Soviética y la restauración del catolicismo en Bielorrusia, la iglesia fue devuelta a la parroquia local, reconstruida y reabierta en 1993.

## Arquitectura
La iglesia tiene una nave de 14 metros de altura y dos pequeñas sacristías a ambos lados del presbiterio. La fachada está sostenida por dos torres simétricas; las estatuas de San Pedro y San Pablo están colocadas en los nichos cerca de la entrada principal. El altar mayor está decorado en estilo rococó.

## Galería

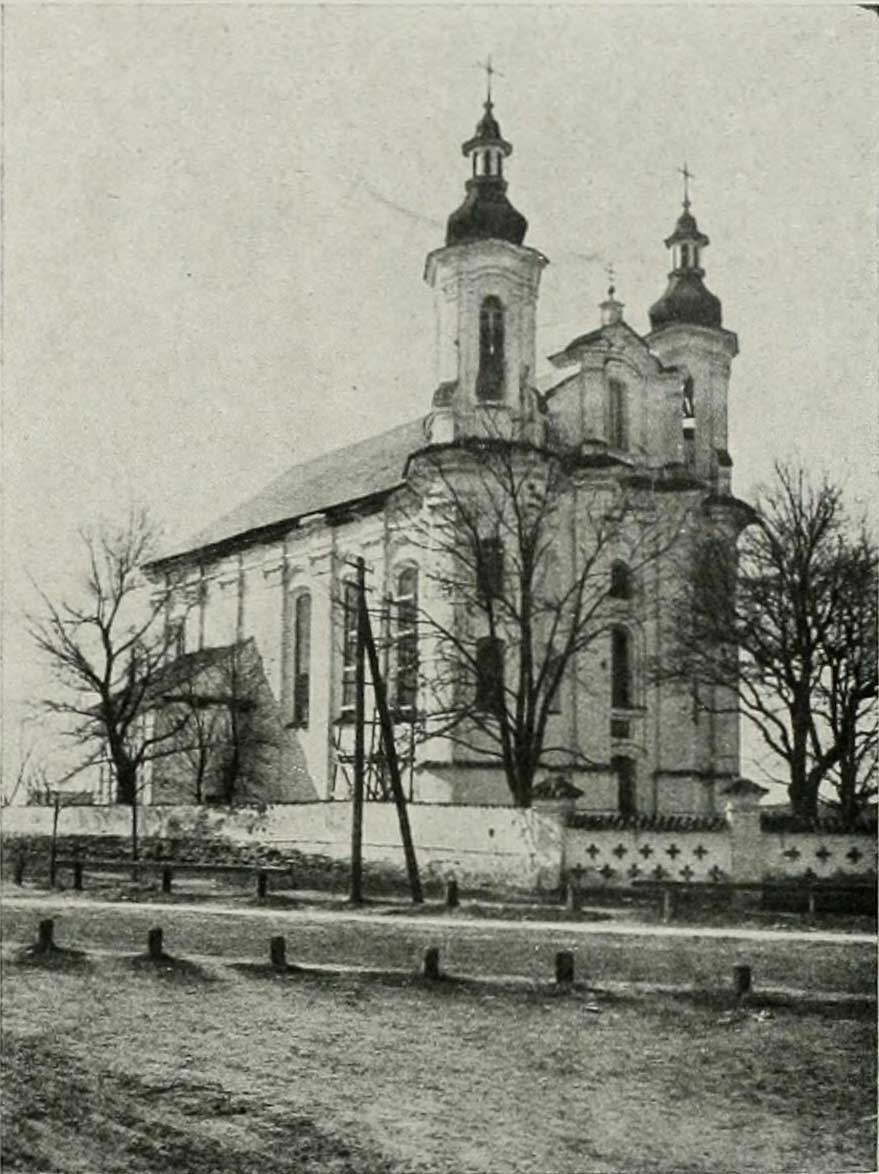
Iglesia antes de 1915
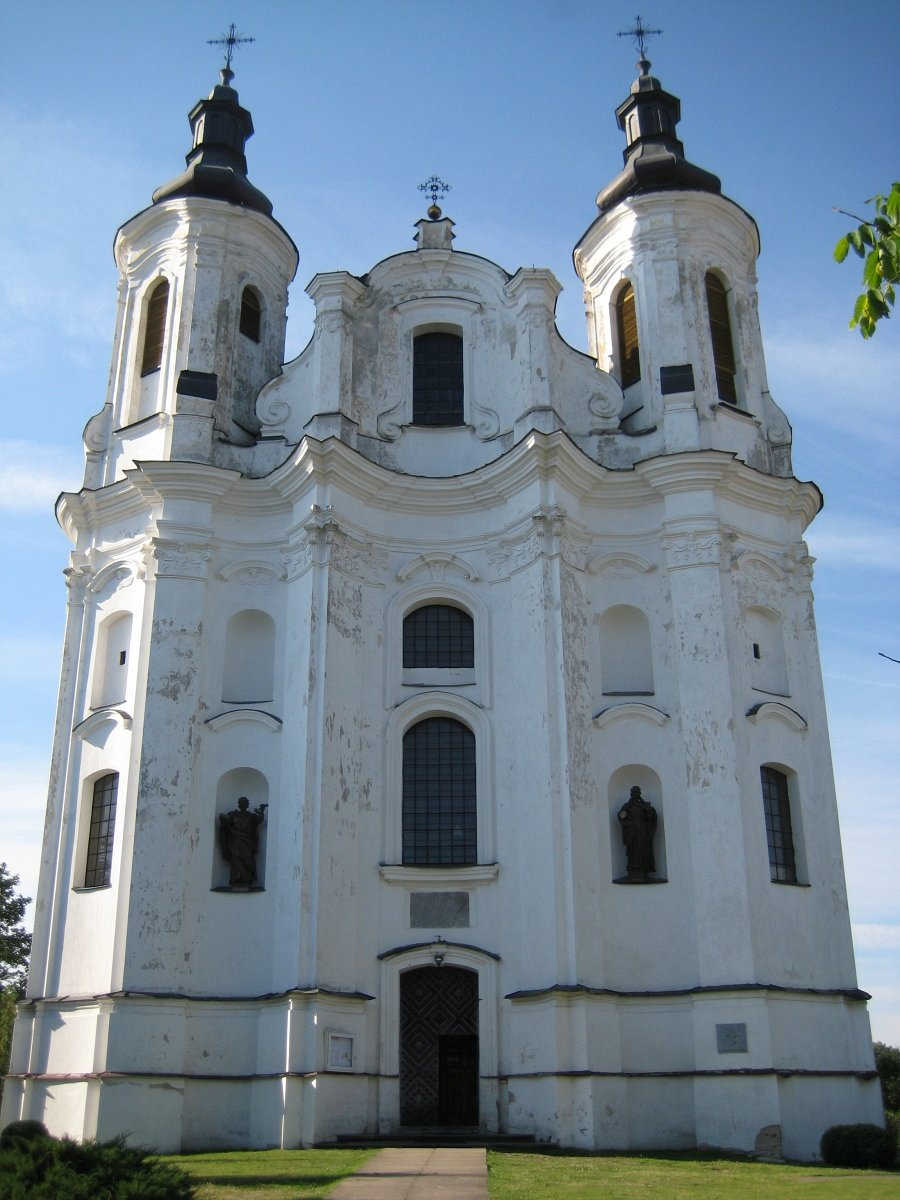
Fachada de la iglesia
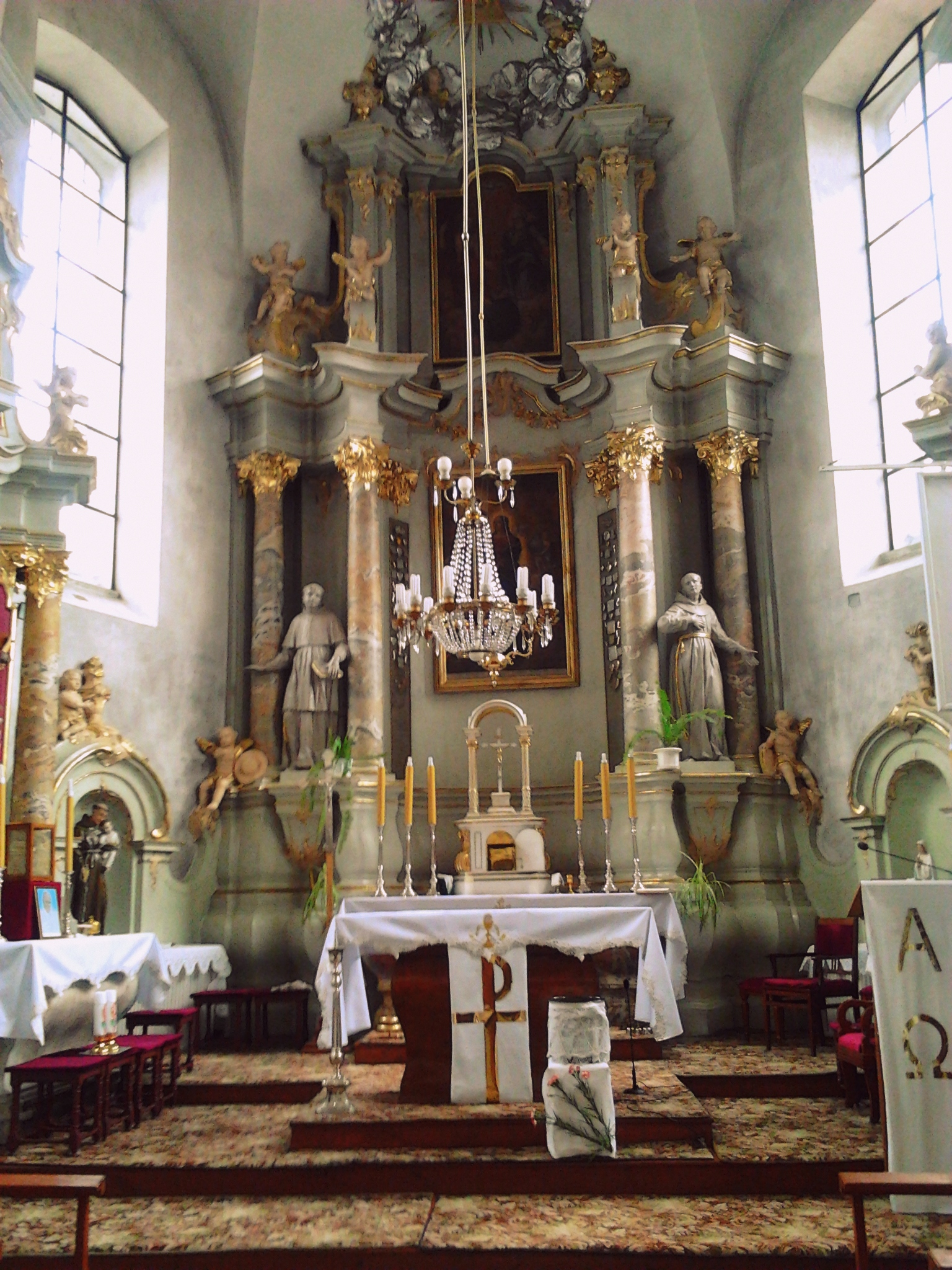
Altar mayor